# Moneda de 500 wones
La moneda de 500 wones (오백원 동전?, 五百원 銅錢?, Obaegwon dongjeonRR, Obaegwŏn tongjŏnMR) es una de las monedas de won surcoreano emitidas por el Banco de Corea, el banco central de Corea del Sur. 

## Diseño
En el anverso hay una grulla de coronilla roja, una de las aves migratorias que viven en Corea del Sur, y la inscripción «오백원» (Obaegwon), que significa «500 wones». En el reverso aparece el número arábigo «500», el año de fabricación y «한국은행» (Hanguk Eunhaeng), que significa Banco de Corea. La composición de la moneda es cuproníquel (75% cobre, 25% níquel), pesa 7,7 gramos, tiene un diámetro de 26,5 milímetros y un grosor de 2 milímetros, con 120 surcos tallados en el canto. La grulla de coronilla roja dibujada en la moneda parece estar volando, simbolizando un «segundo salto económico» y el «salto de Corea del Sur en la comunidad internacional».

## Historia
El 21 de enero de 1982, el Banco de Corea aprobó un plan para emitir monedas de 500 wones para reemplazar los billetes de 500 wones existentes, y para el 12 de junio de 1982 se emitieron las primeras monedas de 500 wones. El 15 de enero de 1983, el Banco de Corea emitió monedas de 1 won, 5 wones, 10 wones, 50 wones y 100 wones que modificaron la forma del diseño para que coincidieran con la moneda de 500 wones.
El Banco de Corea planeaba originalmente emitir 56 millones de monedas de 500 wones en 1998, pero canceló su emisión después de que se llevó a cabo una campaña para recolectar monedas en varias regiones de Corea del Sur debido a la influencia de la solicitud de Corea del Sur de un rescate del FMI el 3 de diciembre de 1997. En su lugar, el Banco de Corea recolectó grandes cantidades de monedas de 500 wones de varias regiones de Corea del Sur, mientras que sólo produjo alrededor de 8000 monedas de 500 wones para cajas de regalos. Por este motivo, en 1998 se estima que circularon en el mercado solamente 1000 de las monedas de 500 wones emitidas ese año y debido a esta gran escasez, se venden en cientos de miles de wones por moneda.

## Falsificaciones

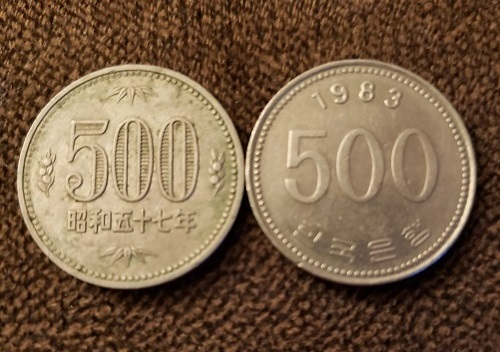
Moneda japonesa de 500 yenes (izquierda) junto a una moneda similar de 500 wones de Corea del Sur (derecha)

En Japón, a fines de la década de 1990, las monedas de 500 wones de Corea del Sur tenían características similares a las de 500 yenes japonesas en su forma, tamaño, material y peso (teniendo las monedas de 500 yenes una composición de cuproníquel —75% cobre, 25% níquel—, un peso de 7,2 gramos y un diámetro de 26,5 milímetros) y eran usadas para las máquinas expendedoras. Las monedas falsificadas de 500 wones surcoreanos muchas veces las aligeraban taladrando huecos en la superficie de las monedas con taladros eléctricos y los delincuentes usaron muchos métodos para colocar monedas falsificadas de 500 wones en las máquinas expendedoras instaladas en varias partes de Japón y luego girar la palanca para cambiarlas en monedas de 500 yenes. A causa de estos incidentes, varias regiones de Japón prohibieron el uso de monedas de 500 yenes en las máquinas expendedoras por algún tiempo, y en 1999, el gobierno japonés dejó de emitir monedas de 500 yenes de cuproníquel. En el 2000, se emitieron monedas de 500 yenes de níquel-latón (72% cobre, 20% zinc, 8% níquel) de 7 gramos de peso.